# RNA認識モチーフ

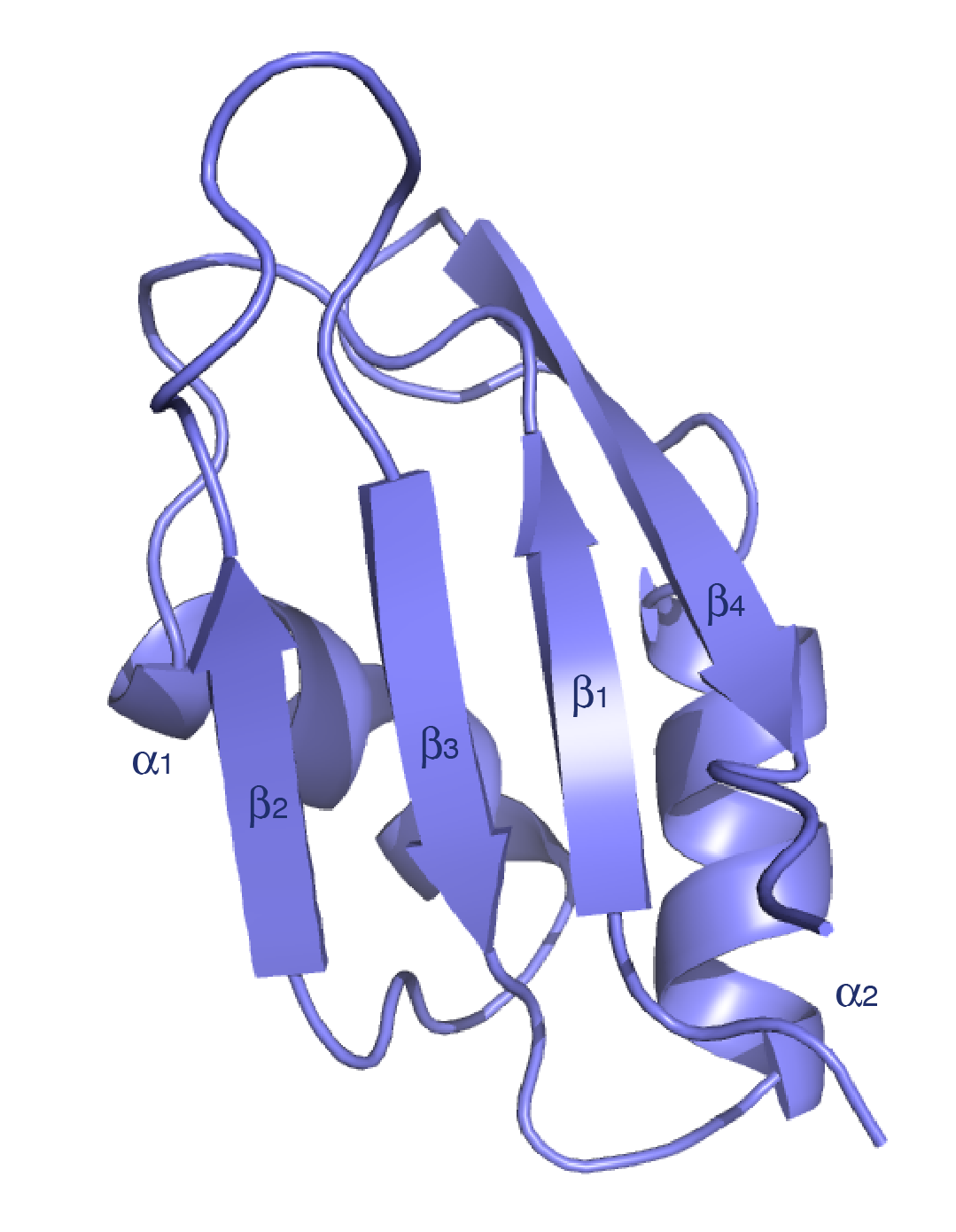
RRMドメインの典型的構造。4本の逆平行βシートが2本のαヘリックスに重なった構造をとる。

RNA認識モチーフ（RNAにんしきモチーフ、英: RNA recognition motif、略称: RRM）は約90アミノ酸からなるRNA結合ドメインであり、一本鎖RNAを結合することが知られている。多くの真核生物タンパク質に存在する。
真核生物のRRMファミリーは一本鎖RNA結合タンパク質の中で最大のグループであり、8アミノ酸からなるRNP-1コンセンサス配列が含まれている。
RRMタンパク質はさまざまなRNA結合特性と機能を持ち、hnRNP、選択的スプライシングの調節に関与するタンパク質（SR、U2AF2、Sxl）、snRNP（U1、U2）、RNAの安定性や翻訳を調節するタンパク質（PABP、La、Hu）などが含まれる。ヘテロ二量体型スプライシング因子U2AFは2つのRRM様ドメインを持つが、これらはタンパク質認識に特化した機能を持つようである。このモチーフはいくつかの一本鎖DNA結合タンパク質にもみられる。
典型的なRRMは、4本の逆平行βストランドと2本のαヘリックスからなるβ-α-β-β-α-βフォールドをとり、その側鎖がRNAの塩基とスタッキングする。一部のRRMではRNA結合時に3つめのヘリックスが形成される。RRMに関する総説はいくつか発表されている。